# Devil Doll (film)
Devil Doll is een Amerikaanse film uit 1964. De film werd geregisseerd door Lindsay Shonteff. De hoofdrollen werden vertolkt door Bryant Haliday, William Sylvester en Yvonne Romain.

## Verhaal
De film begint met een optreden van Vorelli, een getalenteerde buikspreker. Hij gebruikt voor zijn optredens altijd een pop genaamd Hugo. Er lijkt een soort van spanning te heersten tussen de buikspreker en zijn pop. Tijdens zijn optreden nodigt Vorelli iemand uit het publiek uit om deel te nemen aan zijn act. Dit wordt Marianne Horn. Hij hypnotiseerd haar, en laat haar dansen. Marianne is onder de indruk van Vorelli’s kunsten, en zoekt hem nog een paar keer op. Dan raakt ze in een vreemde semi-coma. Haar vriend, de journalist Mark English, onderzoekt de zaak.
Mark ziet Vorelli al snel als verdachte en begint diens verleden te onderzoeken. Het blijkt dat Vorelli Marianne met opzet had uitgekozen voor zijn act. Hij weet namelijk dat ze de erfgename is van een fortuin, en wil dit fortuin zelf in handen krijgen. Maar er is meer: Vorelli’s pop, Hugo, is in werkelijkheid de ziel van Vorelli’s oude assistent die dankzij Vorelli is opgesloten in het lichaam van een pop. Vorelli wil met Marianne hetzelfde doen. Wanneer Vorelli’s huidige assistente, Magda, dit plan ontdekt, laat Vorelli Hugo haar vermoorden.
Hugo plant al geruime tijd wraak tegen Vorelli, die hem regelmatig vernedert. Uiteindelijk wordt het Hugo te veel en hij valt Vorelli aan. Tijdens het gevecht dringt Mark de kamer binnen. Vorelli stopt Hugo terug in zijn kooi, maar vervolgens begint Vorelli met Hugo’s stem te praten. Het blijkt dat de zielen van de twee zijn verwisseld, waardoor Hugo nu in Vorelli’s lichaam zit en Vorelli in de pop.

## Rolverdeling
| Acteur             | Personage         |
| ------------------ | ----------------- |
| Bryant Haliday     | The Great Vorelli |
| William Sylvester  | Mark English      |
| Yvonne Romain      | Marianne Horn     |
| Sandra Dorne       | Magda Gardinas    |
| Nora Nicholson     | Aunt Eva          |
| Alan Gifford       | Bob Garrett       |
| Karel Stepanek     | Dr. Heller        |
| Francis De Wolff   | Dr. Keisling      |
| Phillip Ray        | Uncle Walter      |
| David Charlesworth | Hugo Novick       |
| Guy Deghy          | Hans              |

## Achtergrond
Devil Doll werd bespot in een aflevering van de serie Mystery Science Theater 3000. Mike Nelson en zijn robots dreven vooral de spot met de spanning tussen Hugo en Vorelli, en het feit dat Mark (die geacht werd de rol van de held te hebben) in de hele film bijna niets doet.